# Better Off Alone
Better Off Alone (englisch etwa für „alleine besser dran“) ist ein Lied der niederländischen Dance-Formation Alice DeeJay. Der Song ist die erste Singleauskopplung ihres einzigen Studioalbums Who Needs Guitars Anyway? und wurde am 4. Juni 1999 veröffentlicht.

## Inhalt
Better Off Alone ist den Genres Dance und Trance zuzuordnen und durch Synthesizer-Klänge geprägt. Eine Frauenstimme richtet sich an eine unbekannte Person und fragt diese, ob sie denke, dass sie alleine besser dran sei, und fordert sie auf, eine Antwort zu geben. Laut eigener Aussage schrieb Produzent Pronti den Text, nachdem er von seiner Freundin verlassen wurde.

“Do you think you’re better off alone?

Do you think you’re better off alone?

Talk to me, ooh-ooh, talk to me

Talk to me, ooh-ooh, talk to me”

## Produktion
Der Song wurde von den niederländischen Musikproduzenten DJ Jurgen, Pronti und Kalmani produziert, wobei die beiden letzteren auch als Autoren fungierten. Der Text wird von der niederländischen Sängerin Judith Pronk gesungen.

## Musikvideos
Zu Better Off Alone wurden zwei verschiedene Musikvideos veröffentlicht.
Das erste Video wurde von Regisseur Olaf van Gerwen gedreht und verzeichnet auf YouTube mehr als 28 Millionen Aufrufe. Es zeigt einen jungen Mann, der mit einem Geländewagen durch die Wüste fährt, bis sein Auto mit einem Motorschaden liegen bleibt. Er flucht, doch kann den Wagen nicht reparieren, woraufhin er ziellos durch die Wüste läuft. Dabei denkt er an seine Ex-Freundin zurück, die währenddessen auf einem Sofa in ihrem Zimmer sitzt und den Liedtext singt. Der Mann wird immer verzweifelter, beginnt zu schreien und wirft seine Landkarte, seinen Rucksack, seine Wasserflasche, seine Uhr und seine Kette weg, während er durch die Wüste irrt. Schließlich legt er sich hin und sein Körper wird vom Wüstensand bedeckt.
Beim zweiten Video führte Cousin Mike von der 1711 Production Group Regie. Diese Version ist deutlich bekannter und verzeichnet auf YouTube über 220 Millionen Aufrufe (Stand Mai 2023). Darin enthalten sind ebenfalls Szenen von dem in der Wüste laufenden Mann aus dem ersten Video. Im Mittelpunkt stehen jedoch die Sängerinnen Judith Pronk, Mila Levesque und Angelique Versnel, die in einem orientalischen Raum, der mit Teppichen, Ornamenten und Vorhängen ausgestattet ist, eine Choreografie tanzen, wobei Judith Pronk den Text singt.

## Single

### Covergestaltung
Die Single wurde mit zwei verschiedenen Covern veröffentlicht. Version eins zeigt den roten Schriftzug Alice DeeJay vor hellblauem Hintergrund. Rechts unten befindet sich der Titel Better Off Alone in Weiß. Auf dem zweiten Singlecover ist ein Mann in einer Wüste zu sehen, der den Mund aufreißt und die Arme nach oben streckt. Es ist eine Szene aus dem zugehörigen Musikvideo. Links oben steht der rote Schriftzug Alice DeeJay, während sich der weiße Titel Better Off Alone am unteren Bildrand befindet.

### Titellisten
Single
1. Better Off Alone – Radio Edit – 3:36
2. Better Off Alone – Vocal Clubmix – 6:36

Maxi 1
1. Better Off Alone – Radio Edit – 3:36
2. Better Off Alone – Vocal Clubmix – 6:51
3. Better Off Alone – Signum Remix – 7:46
4. Better Off Alone – Instrumental Mix – 6:36
5. Better Off Alone – Pronti & Kalmani Vocal Remix – 7:04
6. Better Off Alone – Club Dub – 6:46

Maxi 2
1. Better Off Alone – Radio Edit – 3:36
2. Better Off Alone – Vocal Clubmix – 6:36
3. Better Off Alone – Signum Remix – 7:46
4. Better Off Alone – Pronti & Kalmani Vocal Remix – 7:04
5. Better Off Alone – Pronti & Kalmani Club Dub – 6:46
6. Better Off Alone – Mark Van Dale with Enrico Remix – 9:27

### Chartplatzierungen
Better Off Alone stieg am 6. September 1999 auf Platz 94 in die deutschen Singlecharts ein und erreichte acht Wochen später mit Rang 32 die höchste Position. Insgesamt konnte es sich 13 Wochen lang in den Top 100 halten. Top-10-Platzierungen gelangen unter anderem im Vereinigten Königreich, in Norwegen, Australien, Schweden und Frankreich.
| ChartsChartplatzierungen       | Höchstplatzierung | Wochen |
| ------------------------------ | ----------------- | ------ |
| Deutschland (GfK)              | 32 (13 Wo.)       | 13     |
| Schweiz (IFPI)                 | 28 (19 Wo.)       | 19     |
| Vereinigtes Königreich (OCC)   | 2 (20 Wo.)        | 20     |
| Vereinigte Staaten (Billboard) | 27 (20 Wo.)       | 20     |

| ChartsJahrescharts (1999)    | Platzierung |
| ---------------------------- | ----------- |
| Vereinigtes Königreich (OCC) | 8           |

| ChartsJahrescharts (2000)      | Platzierung |
| ------------------------------ | ----------- |
| Vereinigte Staaten (Billboard) | 88          |

### Auszeichnungen für Musikverkäufe
Better Off Alone erhielt im Jahr 2024 im Vereinigten Königreich für mehr als 1,2 Millionen verkaufte Einheiten eine doppelte Platin-Schallplatte.

| Land/Region                  | Auszeichnungen für Musikverkäufe (Land/Region, Auszeichnung, Verkäufe) | Verkäufe  |
| ---------------------------- | ---------------------------------------------------------------------- | --------- |
| Australien (ARIA)            | Gold                                                                   | 35.000    |
| Dänemark (IFPI)              | Gold                                                                   | 45.000    |
| Frankreich (SNEP)            | Silber                                                                 | 125.000   |
| Italien (FIMI)               | Gold                                                                   | 50.000    |
| Schweden (IFPI)              | Gold                                                                   | 15.000    |
| Spanien (Promusicae)         | Platin                                                                 | 60.000    |
| Vereinigtes Königreich (BPI) | 2× Platin                                                              | 1.200.000 |
| Insgesamt                    | 1× Silber · 4× Gold · 3× Platin ·                                      | 1.530.000 |

## Coverversionen
Better Off Alone wurde vielfach gecovert und gesampelt. So veröffentlichte der US-amerikanische Rapper Wiz Khalifa 2008 die Single Say Yeah, die ein Sample des Songs enthält. Erfolgreich war die Single Play Hard des französischen DJs David Guetta, die dieser 2012 zusammen mit Ne-Yo und Akon aufnahm. Der Song belegte unter anderem Platz acht der deutschen Charts und wurde hierzulande für mehr als 300.000 Verkäufe mit einer Platin-Schallplatte ausgezeichnet. Der österreichische Rapper Yung Hurn sampelte das Lied 2022 für seine Single Eine Nase und erreichte damit Rang 41 in Deutschland. 2023 nutzte die deutsche Sängerin Kim Petras ein Sample für ihre Single Alone feat. Nicki Minaj. 2024 griff die deutsche Pop- und Schlagersängerin Vanessa Mai in ihrem Titel Nicht von dieser Erde auf eine Interpolation zu Better Off Alone zurück. Daneben existieren zahlreiche weitere, weniger bekannte Coverversionen.